# لیبوخووانی
لیبوخووانی (به چکی: Libochovany) یک منطقهٔ مسکونی در جمهوری چک است که در ناحیه لیتومیریتسه واقع شده‌است. لیبوخووانی ۸٫۲۹ کیلومتر مربع مساحت و ۵۸۶ نفر جمعیت دارد و ۱۴۳ متر بالاتر از سطح دریا واقع شده‌است.